# Leptocharias smithii
Leptocharias smithii är en hajart som först beskrevs av Müller och Henle 1839.  Leptocharias smithii är ensam i släktet Leptocharias och i familjen Leptochariidae. Inga underarter finns listade i Catalogue of Life.
Exemplaren har en brun till ljusgrå färg och ovala ögon. Vid nosen finns smala skäggtöm. Arten har två ryggfenor som är ungefär lika stora och som saknar taggstrålar. Den första ryggfenan ligger i mitten mellan bröstfenorna och bukfenan. Den maximala längden är 89 cm.
Arten förekommer i östra Atlanten vid Västafrikas och Centralafrikas kustlinje. Den lever i regioner som ligger 10 till 75 meter under havsytan. Honor lägger inga ägg utan föder levande ungar. Honans livmoder är klotrund vad som skiljer arten från alla andra hajar. Födan utgörs främst av kräftdjur som kompletteras med fiskar, svampdjur, bläckfiskar och andra smådjur. Leptocharias smithii dyker till ett djup av 90 meter. Exemplaren blir könsmogna när de är 52 till 60 cm långa. Per kull föds ungefär 7 ungar som vid födelsen är cirka 20 cm långa. Liknande hajar som Chaenogaleus macrostoma kan leva 11 år.
Det vetenskapliga släktnamnet är bildat av de gammalgrekiska orden leptos (smal) och charis (snygg).
Arten fiskas som matfisk och den hamnar som bifångst i fiskenät. Enligt uppskattningar minskade hela populationen under de gångna 24 åren (räknad från 2020) med 30 till 49 procent. IUCN kategoriserar arten globalt som sårbar.